# 雄格姆河
雄格姆河是一條流經美國纽约州奧蘭治縣、沙利文縣和阿爾斯特縣的河流，全長76公里。它是華基河最大的支流。
雄格姆河得名於臨近的雄格姆岭，它发源於格林韋爾鎮，然候流入山谷。雄格姆河的部分河段形成了奧蘭治縣的西北邊界，對岸另一側是沙利文縣和阿爾斯特縣。

## 流域地理
雄格姆河从格林韋爾的源頭开始，稳定地向东北流向希望山附近的米爾池（Mill Pond），在這裡已经海拔下降到源頭高度的一半，之後流經奥蒂斯维尔以东的田野和树林。在新弗农村（New Vernon），雄格姆河成为奥蘭治縣與沙利文縣的界线，不久之后就收到了來自流域內第一个被命名的支流——小雄格姆河的匯入。
雄格姆河在布卢明堡境內开始变宽，NY 17公路從该地區以北穿過，这是该地区最繁忙的道路。繼續向北几英里处，是雄格姆河在奥兰治县、沙利文县和阿尔斯特县境內與另一条支流普拉特溪（Platte Kill）的交匯處，之後河流略微弯曲，向東方流淌。
雄格姆河的東面是松叢村，在該村庄以北几英里处，当河流的邊界線回到奥兰治县最北端时，雄格姆河已位於阿尔斯特县的大部分領地內。雄格姆河之後继续蜿蜒进入越来越宽的山谷，山谷里大部分都是农场和林地，山脊橫亙至西边的天界線。最后，雄格姆河向正東方向弯曲，在44号美国国道-纽约55号公路以南靠近加德纳 (Gardiner) 的地方与華基河汇合。

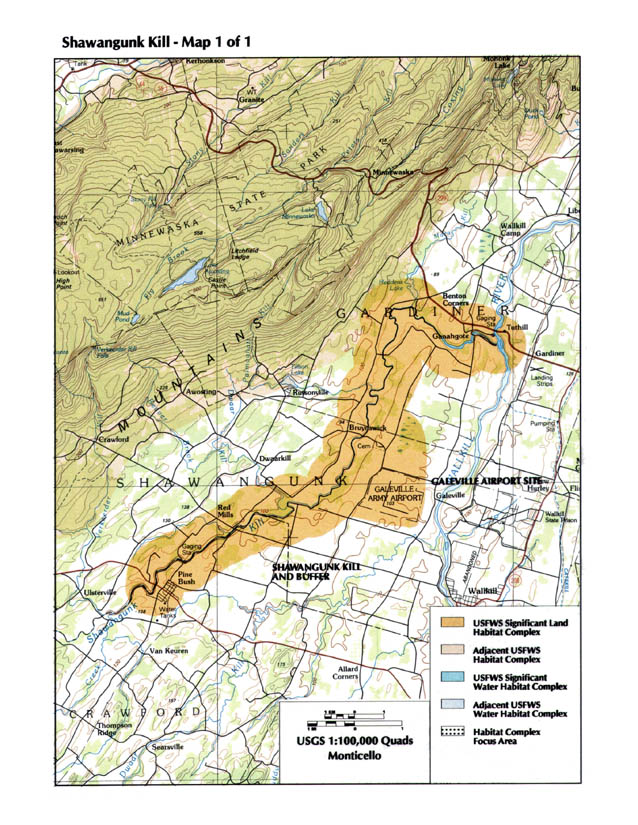
美國鱼类和野生動物管理局劃定的雄格姆河下游栖息地區域

## 地質
雄格姆河的河床基岩主要是页岩，上面覆盖着過去冰川作用留下的粉質壤土。河床構造多种多样，从坚硬的岩石到砾石、沙子和粘土等顆粒。从地質學上來說，雄格姆谷是阿巴拉契亚山脊山谷的一部分，以西邊的雄格姆嶺和東邊的的下霍格堡嶺为代表。